# Die Freiheitlichen in Kärnten
Die Freiheitlichen in Kärnten bezeichnet die Landesgruppe der FPÖ in Kärnten, die bereits von 1986 bis 2005 als Landesgruppe der Freiheitlichen Partei Österreichs (FPÖ) angehörte. Danach war sie bis 2009 Teil des neu gegründeten Bündnisses Zukunft Österreich (BZÖ). Es folgte eine erneute Abspaltung und Wiederannäherung an die FPÖ unter dem Namen „FPK“ (Freiheitliche Partei Kärntens). Am 28. Juni 2013 folgte der Beschluss, die FPK als eigenständige Partei aufzulösen und als Landesgruppe wieder mit der FPÖ zusammenzuführen.

## Geschichte

### Gründung
Am 5. Juni 1955 wurde aus dem Verband der Unabhängigen heraus die Freiheitspartei Kärnten gegründet. Erster Landesparteichef wurde Reinhold Huber. Am 3. November 1955 wurde die Freiheitliche Partei Österreichs gegründet. Die Kärntner Freiheitlichen beteiligten sich an der Gründung, die Landespartei blieb jedoch ein eigenständiger Verein.

### Aufstieg unter Jörg Haider
1983 übernahm der bisherige Parteisekretär Jörg Haider den Parteivorsitz von Mario Ferrari-Brunnenfeld. Unter Haider, der 1986 Vorsitzender der Bundes-FPÖ wurde, stieg die Partei bis 1999 zur stärksten politischen Kraft in Kärnten auf. Von 1989 bis 1991 sowie von 1999 bis 2008 war Haider Kärntner Landeshauptmann.

### Abspaltung von der FPÖ

Logo während der Eigenständigkeit

Im April 2005 spaltete sich unter der Führung von Jörg Haider und seiner Schwester Ursula Haubner das Bündnis Zukunft Österreich (BZÖ) von der Freiheitlichen Partei Österreichs (FPÖ) ab. Bis auf Kärnten, wo das Bündnis um Jörg Haider den Landeshauptmann stellte, konnte sich das Bündnis in keinem Bundesland Österreichs durchsetzen. Im Oktober 2008 starb Haider durch einen Autounfall. Danach gab es immer wieder innerparteiliche Konflikte um die Profilierung des BZÖ und um das Erbe Haiders rund um das dritte Lager.
Zur Kärntner Landtagswahl am 1. März 2009 trat das Kärntner BZÖ unter dem Listennamen Die Freiheitlichen in Kärnten – BZÖ Liste Jörg Haider (BZÖ) an. Diese Wahl  wurde, an die Erfolge Haiders anknüpfend, gewonnen, und die Kärntner Landesorganisation des Bündnisses Zukunft Österreich (Die Freiheitlichen in Kärnten) stellte weiterhin mit Gerhard Dörfler den Landeshauptmann. In der Folge kam es zu Machtkämpfen zwischen der Bundesorganisation, der Kärntner Landespartei rund um Dörfler und dem Landesparteiobmann Uwe Scheuch bzw. Bündnisobmann Josef Bucher.

### Eigenständigkeit und Kooperation mit der FPÖ
Nach dem Aufkommen der Hypo-Alpe-Adria-Affäre Ende 2009 löste sich die Kärntener Landesgruppe vom Bundes-BZÖ und firmierte nunmehr unter dem Parteinamen Die Freiheitlichen in Kärnten – Freiheitliche Partei Kärntens (FPK). Die Nationalratsabgeordneten Jury, Strutz und Linder verließen den BZÖ-Parlamentsklub, waren daraufhin zunächst fraktionslos, schlossen sich Ende 2010 jedoch dem FPÖ-Klub an.
Am 21. Juni 2010 schlossen FPK und die Bundes-FPÖ unter Strache ein Kooperationsabkommen nach CDU/CSU-Modell. Die Zusammenarbeit von FPK und FPÖ („Kooperation ja, Fusion nein“) sollte sich vorerst laut FPK-Mitteilung „unter voller Bewahrung der Eigenständigkeit unserer Kärntner Gesinnungsgemeinschaft“ auf die Kooptierung des Landesparteiobmannes der FPK, Uwe Scheuch, und des damaligen Landeshauptmannes von Kärnten, Dörfler, in den Bundesparteivorstand der FPÖ sowie von deren Bundesparteivorstandes Strache und Mölzer, dem geschäftsführenden FPÖ-Landesparteiobmann Christian Leyroutz sowie dessen Stellvertreter Bernd Brandner in den Vorstand der FPK, verschiedene personelle und strukturelle Kooperationen sowie die Zusammenarbeit bei Wahlkampfveranstaltungen beschränken. Im November 2010 wurde bekanntgegeben, bei der kommenden Nationalratswahl eine gemeinsame Wahlpartei bilden zu wollen.
Nach der Landtagswahl in Kärnten 2013, bei der die FPK mehr als die Hälfte ihrer Stimmen verlor, trat der Parteivorsitzende Kurt Scheuch am 4. März 2013 zurück. Christian Ragger übernahm den Posten des Parteiobmannes. Die Bundes-FPÖ forderte von Dörfler, Dobernig und Anton den Verzicht auf ihre Landtagsmandate. Die drei Abgeordneten lehnten dies ab, wodurch eine Spaltung der FPK und der Verlust des Klubstatus drohten. Die Bundes-FPÖ erwog zwischenzeitlich die Aufkündigung der Assoziation mit der FPK.

### Wiederverwendung des Kürzels FPÖ
Am 28. Juni 2013 beschloss ein Sonderparteitag der FPK, die Partei wieder mit dem Kürzel FPÖ zu versehen, jedoch statutenmäßig personell sowie finanziell eigenständig zu bleiben. Landesparteiobmann der FPÖ Kärnten wurde der bisherige FPK-Vorsitzende Christian Ragger. Kurz zuvor hatte der Landesrechnungshof festgestellt, dass die FPK die zweckgemäße Verwendung ihrer Parteienförderung nicht nachweisen konnte. Zu den Landtagswahlen 2018  und 2023 trat die Partei als "Die Freiheitlichen in Kärnten" (FPÖ) an.

## Obleute seit 1986
- Jörg Haider (1986–1998), FPÖ
- Jörg Freunschlag (1998–2001), FPÖ
- Martin Strutz (2001–2005), FPÖ
- Jörg Haider (2005–2008), BZÖ
- Uwe Scheuch (2008–2012), BZÖ/FPK
- Kurt Scheuch (2012–2013), FPK
- Christian Ragger (2013–2016), FPK/FPÖ
- Gernot Darmann (2016–2021), FPÖ
- Erwin Angerer (seit 2021), FPÖ[12]